# Orde van de Hop
De Orde van de Hop was een in 1409 door de Bourgondische hertog Jan zonder Vrees ingestelde ridderorde, gewijd aan de nagedachtenis van hertog Cambrinus van Brabant (ook wel koning van het bier genoemd) en het genot van alcohol. De orde verenigde de vrienden van de hertog en deze was zelf "voordrinker".
Ook de naam "Vlaamse Orde van de Hop en de stichtingsdata 1400 en 1411 worden genoemd). De orde zou hebben getuigd van de waardering van de Bourgondische hertog voor zijn nieuw verworven graafschap Vlaanderen en het belang van de hopteelt voor de economie. 
De leden droegen een krans van hop en het motto van de orde was "Ego Sileo".
Ackermann vermeldt de orde als een van de historische orden van Frankrijk.
Aan de hoven van de late middeleeuwen werden drankgezelschappen en schertsgezelschappen vaker gezien. Om met zijn vazallen en onderdanen op een informele wijze te kunnen drinken, een situatie waarbij decorum en discretie minder in acht werden genomen, moest een passende situatie worden gecreëerd. Een drinkgezelschap, sporttoernooi, gemaskerd bal of carnaval was daarvoor een passende gelegenheid. De vorst trad als voordrinker toe tot een kring van heren die voor de duur van de bijeenkomst min of meer zijn gelijken waren. Het Latijnse motto, "Ego Sileo" (vertaling: "ik zwijg") benadrukte dat de aanwezigen buiten de kring van door alcohol benevelde Ridders van de Hop niet spraken over hetgeen daar werd gezegd of was voorgevallen. Sommige van deze gezelschappen, de Orde van de Kousenband die ooit een toernooigezelschap lijkt te zijn geweest en de Amaranthenorde in Zweden hebben veel aanzien verworven. Andere orden bleven het karakter van vriendenclubs houden. Ook de 17e- en 18e-eeuwse tabakscolleges hadden het karakter van een vertrouwde kring van vrienden. 
De Orde van de Hop heeft zeker buiten de Bourgondische erflanden weinig aanzien verkregen. Men maakte het gezelschap smalend uit voor "bierorde", De orde werd met Gambrinus in verband gebracht.
Een beschrijving van het versiersel of kleinood van de orde was "Een met een hop omkranst hertogelijk wapenschild met het kwartier van Vlaanderen (de Vlaamse Leeuw) als hartschild op een heraldische ereplaats, aan een gouden keten.